# Руново (Поморське воєводство)
Руново (пол. Runowo) — село в Польщі, у гміні Потенґово Слупського повіту Поморського воєводства.
Населення — 145 осіб (2011).
У 1975-1998 роках село належало до Слупського воєводства.

## Демографія
Демографічна структура станом на 31 березня 2011 року:
|          | Загалом | Допрацездатний вік | Працездатний вік | Постпрацездатний вік |
| -------- | ------- | ------------------ | ---------------- | -------------------- |
| Чоловіки | 74      | 21                 | 47               | 6                    |
| Жінки    | 71      | 21                 | 39               | 11                   |
| Разом    | 145     | 42                 | 86               | 17                   |